# Ospedalieri di Sant'Ippolito
Gli Ospedalieri di Sant'Ippolito (o Fratelli della Carità di Sant'Ippolito) costituivano un antico ordine mendicante, il primo istituto religioso sorto in America (Messico): nel XVIII secolo venne unito all'Ordine Ospedaliero di San Giovanni di Dio.

## Storia

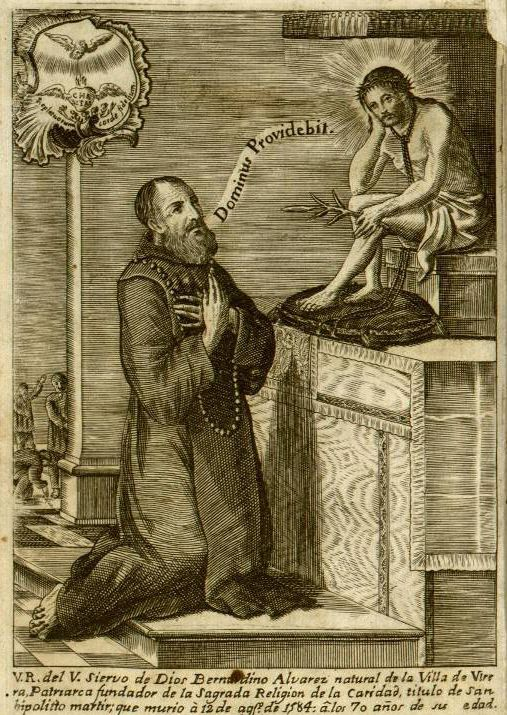
Bernardino Álvarez

L'ordine venne fondato da Bernardino Álvarez (1514-1584). Nato in Andalusia da una famiglia aristocratica, nel 1534 partì per le americhe come soldato di Carlo V: in Messico condusse vita dissoluta e, per aver barato a carte, venne arrestato e condannato a remare nelle galere. Riuscì a fuggire e si ritirò, sotto falsa identità, in Perù, dove accumulò un cospicuo patrimonio grazie al commercio. Nel 1502 tornò in Messico e, dopo una grave malattia che lo ridusse in fin di vita, prese ad assistere gli ammalati nell'Hospital de Jesús di Città del Messico, fondato da Hernán Cortés.
Nel 1567 Álvarez usò la sua fortuna per aprire un nuovo ospedale, l'Hospital de San Hipólito (dal nome di un vicino santuario), destinato ad accogliere gli anziani e gli ammalati poveri, in particolare i dementi, che iniziarono ad arrivare da tutte le province della Nuova Spagna. L'istituzione venne riconosciuta dal vescovo Alonso de Montúfar e beneficiata dal viceré Martín Enríquez de Almansa.
Per assistere i ricoverati sorse presso l'ospedale una confraternita di laici, approvata da papa Clemente VIII come congregazione religiosa con voti di povertà e castità: a causa della mancanza del voto di obbedienza molti sodali abbandonavano la compagnia, pertanto il pontefice mutò i voti da emettersi in obbedienza e ospitalità (1º novembre 1594). Questo non fu sufficiente a riportare alla disciplina i religiosi e, per tutto il primo secolo della sua storia, la congregazione non riuscì a fondare nuove case oltre a quella di Città del Messico.
Nel 1700 frate Giovanni di Cabrera si recò a Roma e descrisse a papa Innocenzo XII le misere condizioni in cui versava la vita religiosa nel suo istituto: il papa, con bolla del 20 maggio 1700, trasformò la congregazione in ordine religioso, con voti solenni di povertà, obbedienza, castità e ospitalità, sotto la regola di sant'Agostino e con i privilegi degli ordini mendicanti.
L'ordine venne in seguito unito a quello di san Giovanni di Dio.